# Grupo México Transportes

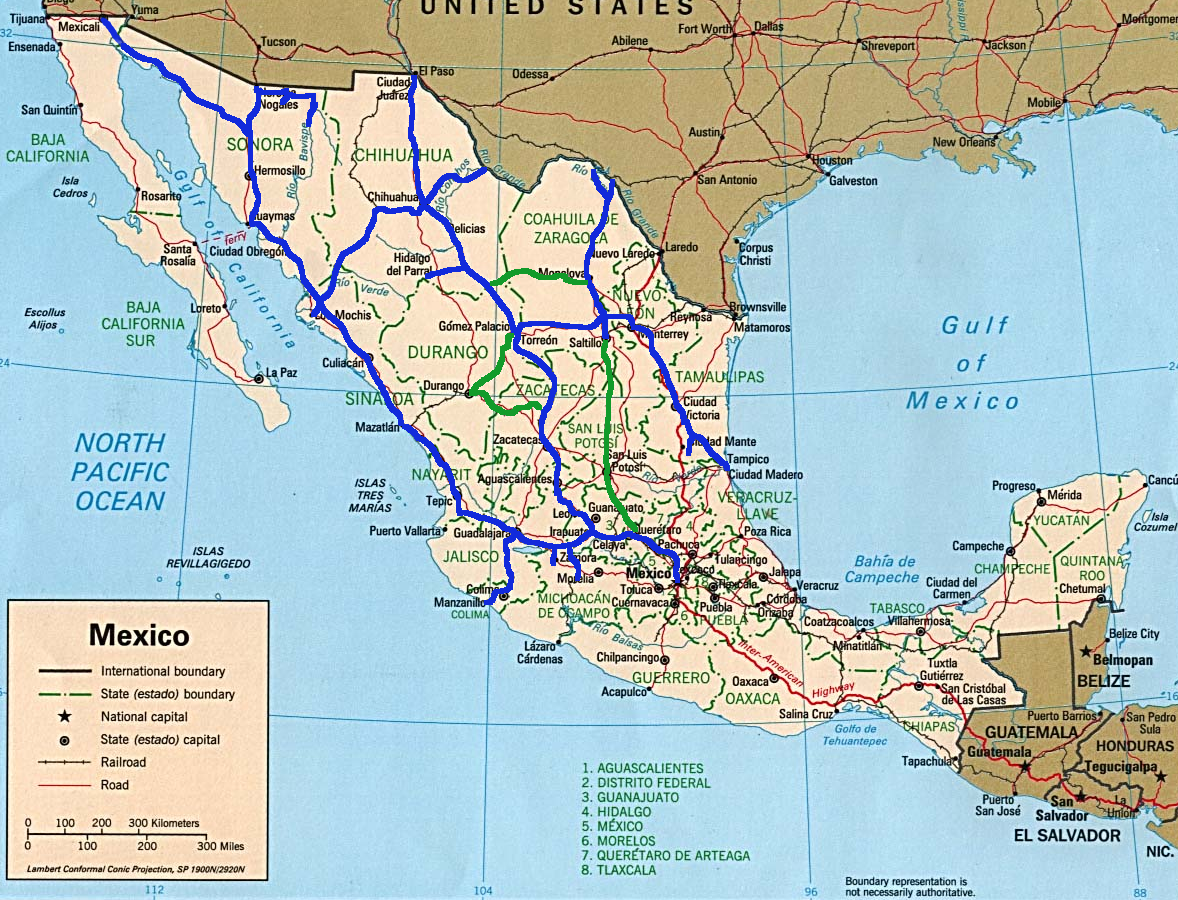
Mapa del sistema Ferromex (carriles propios en azul, derechos de vía en verde).

Grupo México Transportes (GMXT), anteriormente conocida como Ferromex, es una de las divisiones de transportes del conglomerado mexicano Grupo México. Fue fundada en el año 1998 y su sede central se encuentra en la Ciudad de México.
Opera la red ferroviaria más grande de México con 11,000 km de vía, cubriendo las principales zonas industriales y de consumo del país. Asimismo, cuenta con 13 puertos (9 en México y 4 en Florida, Estados Unidos) y 5 cruces fronterizos a través de los cuales conecta a México con el resto del mundo.

## Historia
Ferromex comenzó a operar en 1998 tras haber obtenido en concesión la explotación de la red ferroviaria por 50 años.  

### Fusión
La Comisión Federal de Competencia Económica de México (COFECE) había rechazado una propuesta de fusión de Ferromex y Ferrosur en el 2002, fusión a la que se oponía el competidor de Ferromex, Grupo Transportación Ferroviaria Mexicana (TFM).
Después de la compra en 2005 de Ferrosur por parte del Grupo México, Kansas City Southern de México (KCSM), sucesor de TFM, solicitó al gobierno de México para bloquear la fusión de Ferrosur y Ferromex. La CFC rechazó la fusión en junio de 2006, lo que indica que la fusión habría dado lugar a una concentración excesiva en la industria ferroviaria en detrimento de los consumidores y los cargadores que compiten. Sin embargo, en marzo de 2011, un tribunal falló a favor de Grupo México, y se le permitió la fusión.

### Compras
En noviembre de 2005, Grupo México, propietario de Ferromex, adquirió Infraestructura y Transportes Ferroviarios, la empresa matriz de Ferrosur, otro de los ferrocarriles de Clase I de México, con una transacción de 309 millones de dólares. Consolidándose así como el operador ferroviario más importante de México. Ese mismo año adquiere el Texas Pacifico Transportation que corre desde Ojinaga, Chihuahua, a San Angelo, Texas.
En 2017 se constituye como Grupo México Transporte (GmxT) y sus acciones se colocan en la Bolsa Mexicana de Transportes. También ese año Grupo México adquirió a Florida East Coast Railway.

## Rutas
Tras su fusión con Ferrosur, Grupo México Transportes pose las siguientes rutas:

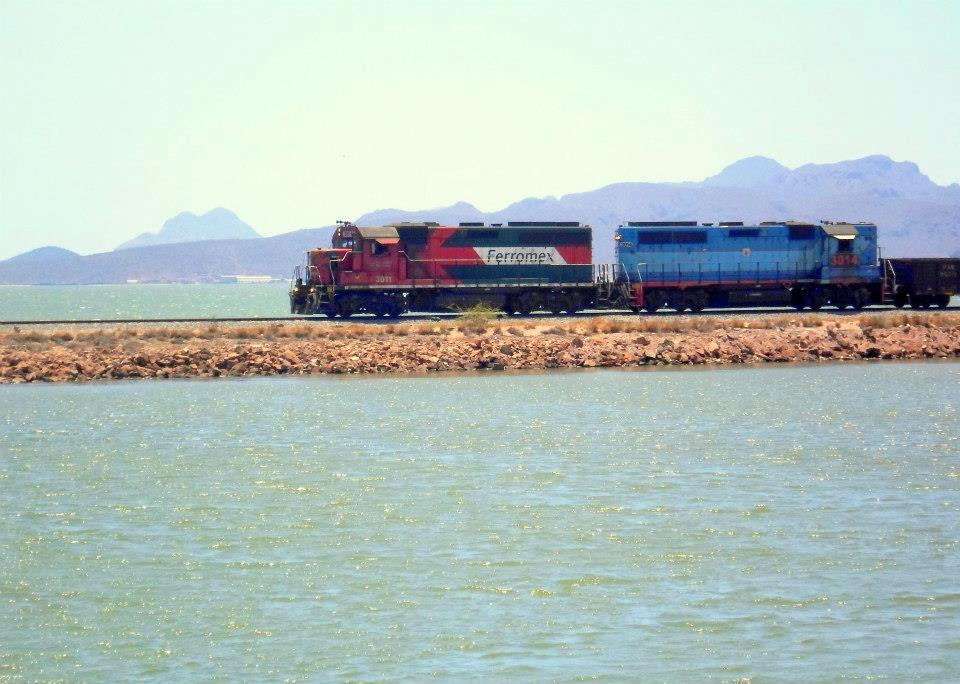
Locomotora de Grupo México Transportes cerca de Guaymas.

Posee 5 pasos fronterizos con Estados Unidos, que son:
- Mexicali, en el estado de Baja California
- Nogales, en el estado de Sonora
- Ciudad Juárez, en el estado de Chihuahua
- Ojinaga, en el estado de Chihuahua
- Piedras Negras, en el estado de Coahuila

Conecta a 7 ciudades importantes de México: 
- Ciudad de México, la capital del país
- Guadalajara, en el estado de Jalisco
- Culiacán, en el estado de Sinaloa
- Aguascalientes, en el estado de Aguascalientes
- Chihuahua, en el estado de Chihuahua
- Tepic, en el estado de Nayarit
- Torreón, en el estado de Coahuila.

Conecta a 5 puertos del Pacífico y a otros 4 del golfo de México
- Manzanillo, en el estado de Colima
- Mazatlán, en el estado de Sinaloa
- Topolobampo, en el estado de Sinaloa
- Guaymas, en el estado de Sonora
- Puerto Peñasco, en el estado de Sonora
- Altamira, en el estado de Tamaulipas
- Tampico, en el estado de Tamaulipas
- Veracruz, en el estado de Veracruz
- Coatzacoalcos en el estado de Veracruz

## Servicio de pasajeros

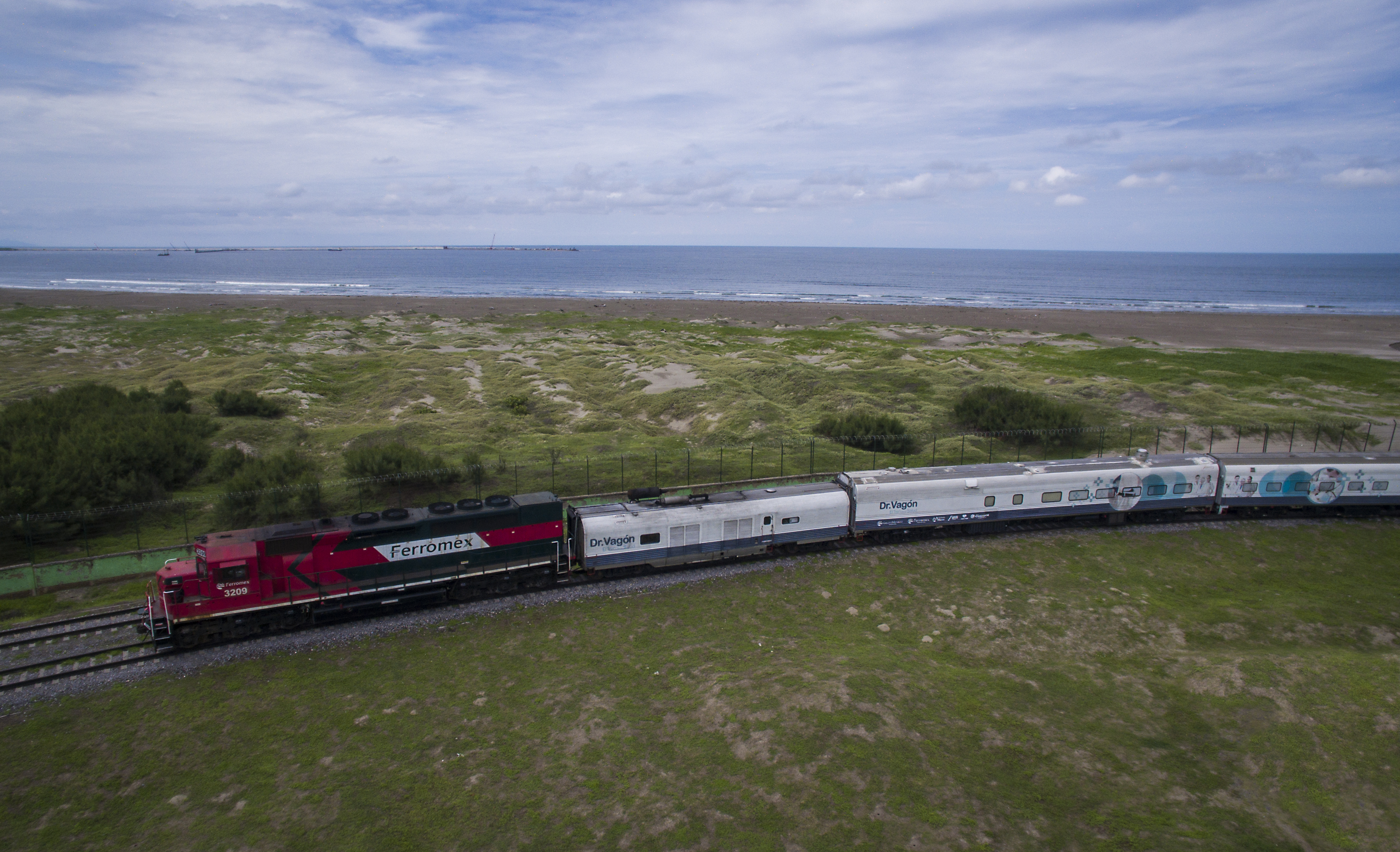
Dr. Vagón recorriendo las costas mexicanas.

Grupo México Transportes tiene a su cargo 2 servicios de pasajeros los cuales son de propósito turístico y 1 servicio de tren hospital.
- Los Mochis-Chihuahua/El Chepe: inició sus operaciones en 1961. Recorre 653 km desde Chihuahua hasta Los Mochis. En 2018 se reinauguro como tren turístico, Chepe Express el cual tiene un recorrido a través de la Barranca del Cobre. Además del turismo, también transporta gratuitamente a pasajeros y mercancías de las comunidades más alejadas.
- Guadalajara-Amatitlán/Jose Cuervo Express: inició sus operaciones en 1997. Recorre 32 km desde Guadalajara hasta una destilería de tequila en Amatitán.
- Dr. Vagón: inició operaciones en 2014 ofreciendo atención médica completa y gratuita para comunidades de difícil acceso en México.

## Material rodante

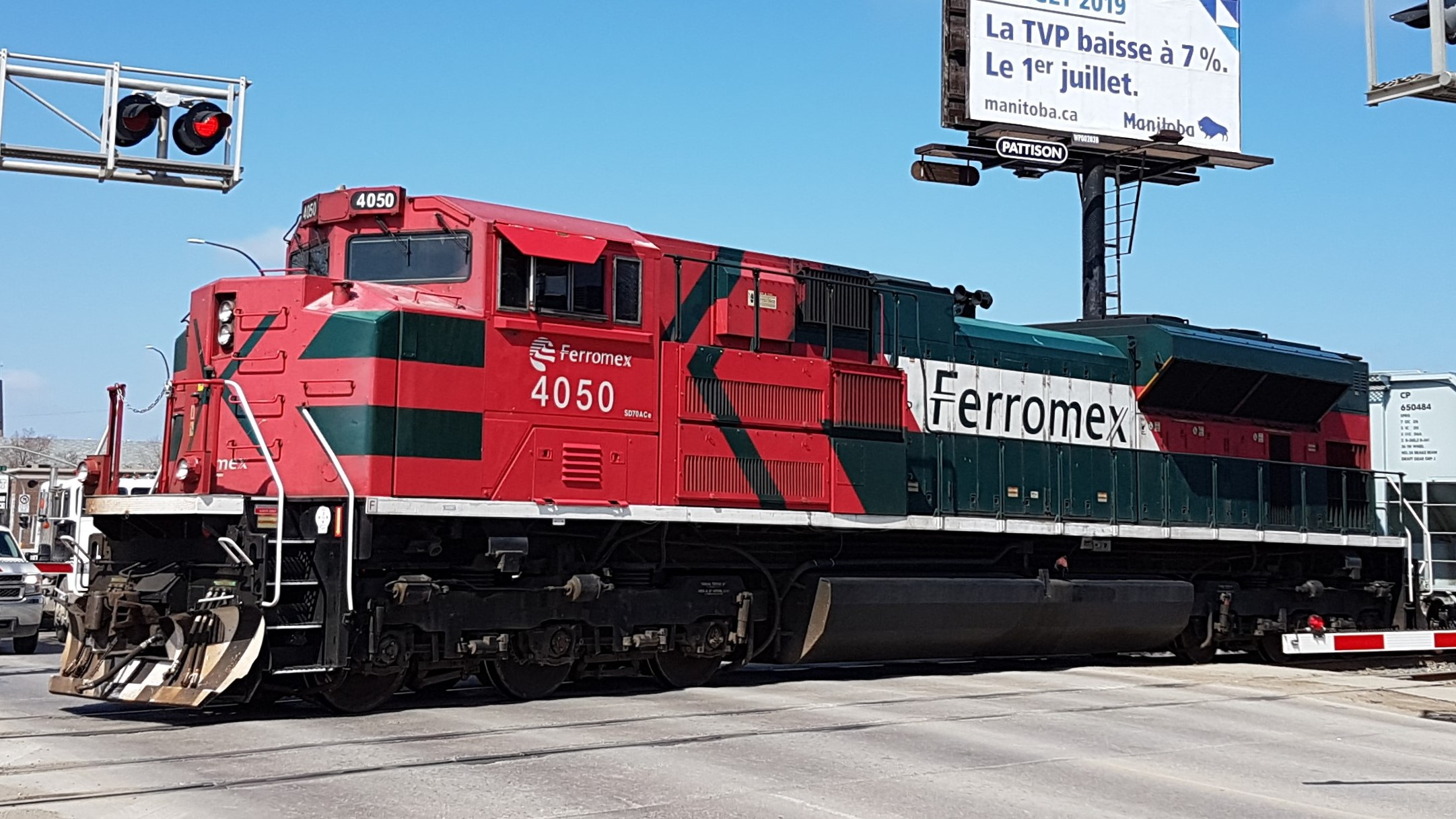
Locomotora EMD SD70ACe en Winnipeg, Canadá.

La flota de Grupo México Transportes cuenta con más de 800 locomotoras y 26,300 carros de ferrocarril.
En enero de 2011, Ferromex ordenó 44 locomotoras SD70ACe nuevas a EMD, su primer pedido desde 2006, el cual fue entregado en el 2015. En 2021, se compraron 44 locomotoras con un costo en total de 93 millones de dólares.
En 2022, Alstom renovó un contrato para realizar el mantenimiento preventivo y correctivo a 186 locomotoras de la flota por un plazo de cinco años. Los trabajos de mantenimiento se llevan a cabo en los centros de Grupo México Transportes localizados en Torreón, Chihuahua y Guadalajara.
Las locomotoras de Ferromex que utilizan son las siguientes:
- EMD SW10/SW12 (Series 1200)
- EMD SW1504 (Series 1500)
- EMD GP38-2 (Series 2000)
- EMD GP22ECO (2100)
- EMD GP40-2 (Series 3000)
- EMD SD40-2 (Series 3100-3200)
- EMD SDP40 (3209-3212)
- EMD SD45 (3193-3204)
- GE C30-7 (Series 3500-3600, actualmente solo la 3527 operando).
- GE Super 7R y 7N (Series 3700)
- GE Super 7MP (Series 3800)
- EMD SD70ACE (Series 4000-4100)
- GE AC4400CW (Series 4500)
- GE ES44AC (Series 4600, 4700 y 4800).
- Como nota, la serie 4800 a 4879 están equipadas con mejoras en el sistema de software, se les ha añadido peso (432,000 lbs), entrando al grupo de las denominadas "Heavy", y se ha añadido 100 hp extras para esfuerzo tractivo, siendo el nominal de 4500 hp.
- GE AC44C6M (series 4880-4939) De reciente adquisición reconstruidas a partir de D9-44Cw reconvertidas de corriente directa a corriente alterna, este pedido recién llegado formaba parte de un pedido por parte de Norfolk Sourthen.
- EMD SD70ACu (ex Norfolk Southern) solamente llegó un pequeño grupo de 6 locomotoras en 2024 y aún están en espera de su reacondicionamiento.